# Нік Кассаветіс
Ніколас Девід Роуленд Кассаветіс (грец. Νικ Κασσαβέτης; нар. 21 травня 1959, Нью-Йорк, США) — американський актор, режисер і письменник. Знаний як режисер фільмів «Вона така мила» (1997), «Джон К'ю» (2002), «Щоденник пам'яті» (2004), «Альфа Дог» (2006) й «Мій ангел-охоронець» (2009). Серед його акторських ролей участь у драмедії«Чоловіки» (1970), знятий його батьком Джоном Кассаветісом, а також ролі у фільмах «Привид» (1986), «Без обличчя» (1997) й «Кокаїн» (2001).

## Біографія
Народився в Нью-Йорку в сім'ї греко-американського актора та кінорежисера Джона Кассаветіса й акторки Джини Роулендс. У дитинстві знявся у фільмі свого батька «Чоловіки» (1970). Провівши велику частину своєї юності в оточенні кіноіндустрії, Кассаветіс спочатку вирішив, що займатися чимось іншим. Вступив до Сірак'юського університету, у якому навчався за баскетбольну стипендію. Через травму він майже припинив спортивну кар'єру, тому переглянув прагнення, зрештою вирішивши вступити до альма-матер батьків, Американську академію драматичного мистецтва в Нью-Йорку.
Знімався у фільмах «Без обличчя», «Дух помсти», «Життя», «Клас 1999: Новий вчитель», «Мрії з задвірків» і «Дружина астронавта». Був режисером кількох фільмів, зокрема «Джон К'ю», «Альфа Дог», «Вона така мила», «Відчепись від зірок», «Щоденник пам'яті» і «Мій ангел-охоронець». Займався адаптацією сценарію до фільму «Кокаїн» і написав діалог для музичного кліпу Джастіна Тімберлейка «What Goes Around… Comes Around».
Посів п'яте місце на Світовому турі з покеру Invitational Season 5, спробувавши блефувати. З'явився у 5 сезоні «Покер з високими ставками», виробництва The Game Show Network.
Зіграв самого себе в першій серії 7 сезону серіалу HBO «Антураж» та Татуюваного Джо в епізодичній ролі в кінокомедії «Похмілля-2: з Вегаса до Бангкока», замінивши Ліама Нісона через несумісність графіку.

## Особисте життя
1985 року одружився з Ізабель Рафалович. До розлучення у них було дві дочки. Дочка Саша народилася з вадою серця і перенесла серйозну операцію. Фільм «Джон К'ю» Кассаветіс присвятив Саші, а стрічка «Мій ангел-охоронець» частково основана на пережитому Сашею.
Пізніше одружився з Гізер Волквіст, у них народилася донька. Волквіст знявся в кількох фільмах чоловіка, зокрема у «Щоденнику пам'яті» в ролі Сари, найкращої подруги головного персонажа Еллі Гамільтон (Рейчел Мак-Адамс).

## Фільмографія
| Рік  |    | Українська назва                 | Оригінальна назва                  | Роль                                   |
| ---- | -- | -------------------------------- | ---------------------------------- | -------------------------------------- |
| 1970 | ф  | Чоловіки                         | Husbands                           | Нік                                    |
| 1980 | тф | Возз'єднання                     | Reunion                            | Стів Коен                              |
| 1985 | ф  | Маска                            | Mask                               | Ті-Джей                                |
| 1986 | ф  | Дух помсти                       | The Wraith                         | Пакард Волш                            |
| 1986 | ф  | Схід «Чорного Місяця»            | Black Moon Rising                  | Луїс                                   |
| 1986 | ф  | Тиха прохолода                   | Quiet Cool                         | Воленс                                 |
| 1987 | с  | Метлок                           | Matlock                            | Фолі                                   |
| 1987 | с  | Закон Лос-Анджелеса              | L.A. Law                           | Річард Бертран                         |
| 1988 | тф | Стрілець                         | Shooter                            | Текс                                   |
| 1988 | ф  | Під дулом пістолета              | Under the Gun                      | Тоні Брекстон                          |
| 1988 | ф  | Напад вбивць Бімбос              | Assault of the Killer Bimbos       | Вейн-О                                 |
| 1989 | ф  | Сліпа лють                       | Blind Fury                         | Лейл Пак                               |
| 1989 | с  | Квантовий стрибок                | Quantum Leap                       | Прімо Ла Пальма                        |
| 1990 | с  | Хроніки Маршалла                 | The Marshall Chronicles            | Гас                                    |
| 1990 | ф  | Мрії з задвірок                  | Backstreet Dreams                  | Майкі                                  |
| 1991 | ф  | Загін «Дельта» 3: Вбивча гра     | Delta Force 3: The Killing Game    | Чарлі                                  |
| 1992 | ф  | Разом у двох                     | Twogether                          | Джон Мадлер                            |
| 1993 | ф  | Гріховні бажання                 | Sins of Desire                     | Баррі Мітчам                           |
| 1993 | ф  | Гріхи ночі                       | Sins of the Night                  | Джек                                   |
| 1993 | ф  | Обманута довіра                  | Broken Trust                       | Алан Броган                            |
| 1994 | ф  | Клас 1999: Новий вчитель         | Class of 1999 II: The Substitute   | Еммет Грейзер                          |
| 1994 | ф  | Місіс Паркер і порочне коло      | Mrs. Parker and the Vicious Circle | Роберт Шервуд                          |
| 1996 | ф  | Кулеметний блюз                  | Black Rose of Harlem               | Джонні                                 |
| 1997 | ф  | Без обличчя                      | Face/Off                           | Дітрих                                 |
| 1997 | ф  |                                  | Farticus                           | Адоніс                                 |
| 1999 | ф  | Життя                            | Life                               | сержант Діллар                         |
| 1999 | ф  | Дружина астронавта               | The Astronaut's Wife               | капітан Алекс Стрек                    |
| 2001 | ф  | Кокаїн                           | Blow                               | чоловік                                |
| 2010 | с  | Антураж                          | Entourage                          | Нік Кассаветіс                         |
| 2011 | ф  | Похмілля-2: з Вегаса до Бангкока |                                    | The Hangover Part II / Татуйований Джо |
| 2013 | кф |                                  | Love and Skin                      | Дядько Нікі                            |
| 2017 | с  | Казки                            | Tales                              | Родні Кінг                             |
| 2021 | ф  | В'язні Країни привидів           |                                    | Prisoners of the Ghostland / Псих      |
| 2021 | ф  | Погані домогосподарки            | Queenpins                          | капітан                                |

### Режисер
| Рік  | Фільм               | Примітки |
| ---- | ------------------- | -------- |
| 1996 | Відчепись від зірок |          |
| 1997 | Вона така чарівна   |          |
| 2002 | Джон К'ю            |          |
| 2004 | Щоденник пам'яті    |          |
| 2006 | Альфа Дог           |          |
| 2009 | Мій ангел-охоронець |          |
| 2012 | Жовтий              |          |
| 2014 | Інша жінка          |          |
| 2023 | Бог – це куля       |          |
| 2025 | Тату на серці       |          |

### Сценарист
| Рік      | Фільм                                               | Примітки               |
| -------- | --------------------------------------------------- | ---------------------- |
| 1996     | Відчепись від зірок                                 |                        |
| 2001     | Кокаїн                                              |                        |
| 2003     | Що б ми не робили                                   | короткометражний фільм |
| 2006     | Альфа Дог                                           |                        |
| 2007     | «What Goes Around… Comes Around» Джастін Тімберлейк | кліп                   |
| 2009 рік | Мій ангел-охоронець                                 | співсценарист          |
| 2012     | Жовтий                                              | співсценарист          |
| 2023     | Бог – це куля                                       |                        |